# Владіміров Євген Юрійович
Євген Юрійович Владіміров (нар. 20 січня 1957) — казахський шахіст і шаховий тренер (старший тренер ФІДЕ від 2004 року), гросмейстер від 1989 року.

## Шахова кар'єра
Перших значних успіхів почав досягати в середині 1970-х років. 1975 року переміг (разом з Драганом Барловим) на міжнародному турнірі в Галльсбергу. У 1977 році здобув у Гронінгені срібну медаль чемпіонату Європи серед юніорів до 20 років. У 1981 році за збірну СРСР виграв у командному заліку золоту медаль на командному чемпіонаті світу до 26 років, який відбувся в Граці. Через рік поділив 2-ге місце в Єревані. 1986 року посів 3-тє місце на Меморіалі Капабланки в Гавані, в 1987 переміг в Ташкенті. У 1988 році в Бішкеку став чемпіоном Червоної Армії. 1989 року переміг в Алма-Аті і поділив 2-ге місце на відбірковому турнірі організації GMA в Москві. У наступних роках переміг або поділив 1-ше місце, зокрема, в Геусдалі (1990), Саламанці (1991), Леоні (1991) і Гайдарабаді (2000). 2001 року поділив 3-тє місце на турнірі за швейцарською системою в Калькутті. У 2003 році поділив 2-ге місце на чемпіонаті Співдружності в Мумбаї і переміг (разом з Павлом Коцуром на зональному турнірі (відбіркового циклу чемпіонату світу) в Павлодарі. У 2004 році поділив 2-ге місце в Дубаї, а також у Пуні.
У 1980-х роках був у складі команди Гаррі Каспарова. 1986 року в ході матчу за звання чемпіона світу між Каспаровим і Анатолієм Карповим, після серії з трьох поразок поспіль був звинувачений у передачі суперникові секретів дебютної підготовки і вилучений з команди.
У 1993 і 1999 роках двічі представляв Казахстан (в обох випадках на 1-й шахівниці) на командному чемпіонаті Азії, вигравши у командному заліку дві медалі: золоту (Куала-Лумпур, 1993) та срібну (Шеньян, 1999). 2000 року взяв участь у шаховій олімпіаді в Стамбулі.
Двічі брав участь у чемпіонатах світу ФІДЕ, які відбулись за олімпійською системою: 2000 року в перших двох раундах усунув Діб'єнду Баруа і Золтана Алмаші, а в третьому програв Олександрові Морозевичу, а 2004 року участь у чемпіонаті припинив у першому раунді, поступившись Ні Хуа.
Найвищий рейтинг Ело в кар'єрі мав станом на 1 липня 2004 року, досягнувши 2628 очок займав тоді 71-ше місце в світовому рейтинг-листі ФІДЕ.

## Przypisy
1. ↑  Каспаров считал меня агентом Карпова. Архів оригіналу за 2 серпня 2016. Процитовано 19 травня 2018.
2. ↑  OlimpBase. Архів оригіналу за 2 лютого 2019. Процитовано 4 червня 2022.
3. ↑  2000 FIDE Knockout Matches. Архів оригіналу за 11 грудня 2018. Процитовано 18 травня 2018.
4. ↑  2004 FIDE Knockout Matches. Архів оригіналу за 6 липня 2016. Процитовано 18 травня 2018.
5. ↑  Top lists records: Vladimirov, Evgeny. Процитовано 31 серпня 2009.

## Зміни рейтингу
| На цьому місці має відображатися графік чи діаграма, однак з технічних причин його відображення наразі вимкнено. Будь ласка, не видаляйте код, який викликає це повідомлення. Розробники вже працюють для того, щоби відновити штатне функціонування цього графіка або діаграми. | |
| | На цьому місці має відображатися графік чи діаграма, однак з технічних причин його відображення наразі вимкнено. Будь ласка, не видаляйте код, який викликає це повідомлення. Розробники вже працюють для того, щоби відновити штатне функціонування цього графіка або діаграми. |